# Gerald Kaufman

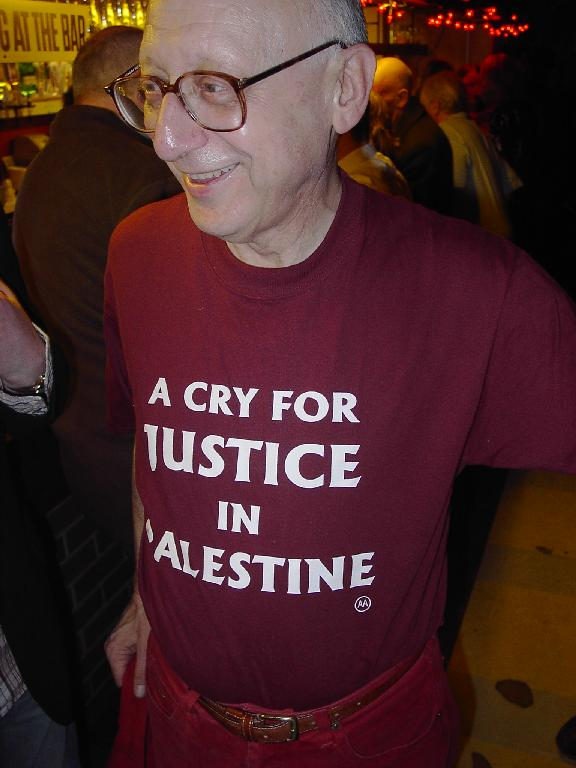
Gerald Kaufman (2003)

Sir Gerald Bernard Kaufman (* 21. Juni 1930 in Leeds; † 26. Februar 2017) war ein britischer Politiker (Labour Party) und Autor.

## Werdegang
Kaufman war das jüngste Kind polnischer Einwanderer. Seine Eltern kamen aus Staszóv, wo seine jüdische Großmutter von Deutschen ermordet wurde. Kaufman erhielt ein Stipendium für die Leeds Grammar School. Er studierte Philosophie, Politik und Wirtschaft am Queen’s College an der University of Oxford, für das er ebenfalls ein Stipendium erhielt. Zu Beginn der 1960er Jahre arbeitete er als Drehbuchautor für das britische Fernsehen, insbesondere als Sketchautor für die Serie That Was the Week That Was. Auch während seiner politischen Karriere betätigte er sich als Autor und schrieb Bücher über Politik und Film.
Kaufman begann an der Universität, sich für Politik zu interessieren, und versuchte nach dem Abschluss einen Wahlkreis zu finden. 1955 trat er in Bromley gegen den späteren Premierminister Harold Macmillan an und verlor. Bei der nächsten Wahl kandidierte er erfolglos im Wahlkreis Gillingham an. Er begann, als Autor für die Daily Mail zu arbeiten und ab 1964 für kurze Zeit für den New Statesman. Unter Harold Wilson war er in der Labour Party für die Presse zuständig. Er schrieb verschiedene Sachbücher über Politik und Film. Seit 1970 saß er für die Labour Party als Abgeordneter zunächst für den Wahlkreis Manchester Ardwick und dann für den Wahlkreis Manchester Gorton im Unterhaus des Britischen Parlaments.
Kaufman war seit seiner Jugend ein Mitglied der Poale Zion, einer Organisation der sozialistischen Zionisten. Im Ausland ist er vor allem als jüdischer Kritiker der Besatzungspolitik Israels bekannt geworden. So äußerte er im Parlament Kritik am Vorgehen Israels im Gaza-Krieg 2009 und sagte, seine Großmutter sei nicht durch die Hand eines Deutschen gestorben, um ein Alibi für das Verhalten israelischer Soldaten in Gaza zu liefern.
Kaufman war von 1974 bis 1979 als Staatssekretär in verschiedenen Labour-Kabinetten tätig. In der Thatcher-Ära nach 1979 war er Sprecher der Partei für Umweltfragen, danach „Schatten-Innenminister“ und von 1987 bis 1992 „Schatten-Außenminister“ der Labour-Opposition. Von 1992 bis 2005 war er der Vorsitzende des Parlamentsausschusses für Kultur, Medien und Sport. Er war als Filmkenner bekannt und hatte eine besondere Vorliebe für Musicals, über den Musicalklassiker Meet Me in St. Louis schrieb er ein Buch.
Seit der Parlamentswahl 2015 galt Sir Gerald als der Abgeordnete mit der längsten ununterbrochenen Amtszeit und erhielt damit den Titel Father of the House. Nach der Wahl gab es neben Sir Gerald noch drei weitere Abgeordnete, die seit 1970 im Unterhaus saßen, diese hatten ihren Amtseid aber erst nach ihm abgelegt. 2004 wurde Kaufman zum Knight Bachelor geschlagen.

## Veröffentlichungen
- How to be a Minister, Faber & Faber, 2. Auflage, 1997,  ISBN 978-0-571-19080-5.
- Meet Me in St. Louis, BFI Publishing, 1994,  ISBN 978-0-85170-501-9
- Inside the Promised Land: Personal View of Today’s Israel, Ashgate Publishing Limited, 1986, ISBN 978-0-7045-0536-0.
- My Life in the Silver Screen, Faber & Faber, 1985, ISBN 978-0-571-13493-9
- Renewal: Labour's Britain in the 1980’s, Penguin Books, 1983, ISBN 978-0-14-052351-5.
- Outrage : the Abuse of Diplomatic Immunity / Chuck Ashman and Pamela Trescott ; with an Introduction by Gerald Kaufman, MW Books, 1986.

als Herausgeber:
- The Left, Anthony Blond, 1966.